# Northmoor Lock

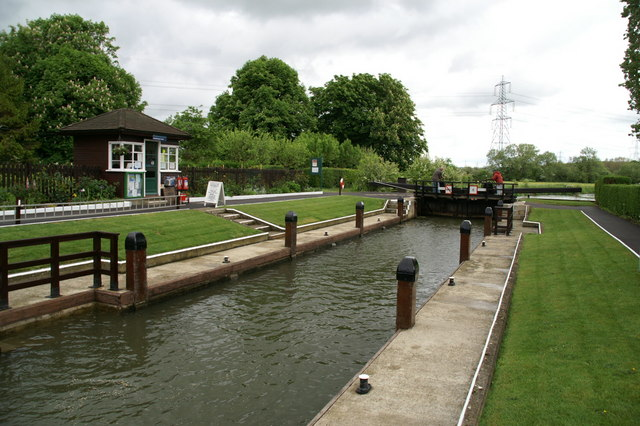
Das Northmoor Lock

Das Northmoor Lock ist eine Schleuse in der Themse in Oxfordshire, England. Die Schleuse liegt an der nordwestlichen Seite des Flusses ungefähr 1,6 km von Northmoor entfernt.
Die Schleuse wurde 1896 von der Thames Conservancy gebaut und ersetzte die Stauschleusen am Hart’s Weir (auch bekannt als Ridge’s Weir), etwa 1,6 km flussaufwärts und flussabwärts am Ark Weir. Das Schleusenwärterhaus, die Schleuse und das Wehr sind seit ihrem Bau sehr wenig verändert worden. Sie sind vom Themsepfad aus als Gruppe zu sehen.

## Zugang zur Schleuse
Die Schleuse liegt abseits von Northmoor. Das Wehr kann von Appleton auf der anderen Seite des Flusses erreicht werden. Die Anlage lässt sich auch von Bablock Hythe und Newbridge entlang des Themsepfades erreichen.

## Der Fluss oberhalb der Schleuse
Oberhalb der Schleuse befindet sich die Hart’s Weir Footbridge an der Stelle des alten Wehrs.  Es folgt die Newbridge an der Mündung des River Windrush. Der Great Brook mündet kurz vor der Mündung des Shifford Lock.
Der Themsepfad verläuft bis zur Newbridge auf der nördlichen Seite des Flusses und wechselt dort auf die südliche Seite bis zum Shifford Lock.